# Hipposideros pygmaeus
Hipposideros pygmaeus là một loài động vật có vú trong họ Dơi nếp mũi, bộ Dơi. Loài này được Waterhouse mô tả năm 1843.